# 26型フリゲート
26型フリゲート（英語: Type 26 frigates）はイギリス海軍のフリゲートの艦級。艦名からシティ型（英: City-class）やグラスゴー級（英: Glasgow-class）とも称される。計画名はグローバル戦闘艦（英語: Global Combat Ship, GCS）であった。

## 来歴
2010年までは将来水上戦闘艦（FSC）として計画が進められており、当初は実験船RV トライトンで試験を重ねていた三胴船型（トリマラン）が予定されていたが、後には在来型の単胴船型で、異なる大きさのC1〜3の3つのサブタイプとして建造されるよう計画変更された。
2010年に現計画名に変更されるとともに、各サブタイプの規模も統一されたが、対潜型・対空型・汎用型の3つのサブタイプを建造するという計画は維持されている。ただし当初計画では満載排水量5,400トンとされていたものが、最終的には8,000トンまで大型化した。このためもあって、当初は本型の通常型5隻と対潜型8隻を建造して23型13隻を一対一で更新する上に追加建造も検討されていたにもかかわらず、2015年の戦略防衛・安全保障計画の見直しに伴って、本型の建造は対潜型8隻のみに留めて、通常型5隻については、より小型の31型に切り替えられることになった。

## 設計
船体と上部構造物はステルス性を考慮して設計されている。全体的な艦容は45型駆逐艦に類似するが、凌波性を考慮して艦首の甲板高が高められた。前檣には、ステルス性に配慮した塔型の大型マストが採用されている。また後檣は、やはりステルス性に配慮した細い単檣が2基、並列で設けられている。
1タイプ前の23型と比べて4,000トン近く大型化しているが、自動化を進めることで、乗員数は、23型では181名だったのに対し、本型では157名に抑えられた。ただし人道支援任務や特殊作戦などで便乗者が乗艦することを想定して、51名分の予備スペースが確保されている。また上部構造物内には、艦首尾方向に15メートル長、左右方向に20メートル幅の多用途スペース（Flexible Mission Space: FMS）が設けられており、海上コンテナを収容して物資輸送に用いることができるほか、コンテナと同サイズにまとめたミッション機材の搭載も可能とされる。両舷側に設けた開口部によって艦外と接続しており、機材やコンテナの搭載・卸下に用いるためのガントリークレーンであるMBHS（Mission Bay Handling System）も設置されている。なお搭載艇のためのボート・ベイは、FMSとは別に、左舷側のFMSの後方に設けられている。
機関は、水中放射雑音の低減や、巡航時の航続距離延伸を重視して、CODLOG方式を採用した。本型では、巡航時にはMTU 20V4000 M35Bディーゼル発電機4基と電動機2基（合計出力8,542馬力）による電気推進を使用し、高速航行時にはMT30ガスタービンエンジン（46,935馬力）を使用する。これにより、イギリス海軍のフリゲートの標準速力である28ノットを発揮でき、また電気推進による巡航であれば15ノットで7,000海里という航続距離を発揮できる。

## 装備

### C4ISR
対空・対水上用の主たるセンサーとなるのが3次元式の997型レーダーで、前檣頂部に設置されて、対空・対水上捜索およびSAMの火器管制レーダーとしても用いられる。また前檣の中段には、航海用として、ケルヴィン・ヒューズ社のシャープアイ型レーダーも搭載される。なお戦術情報処理装置としては、23型が後日装備したDNA(2)システムの改型が搭載される。
ソナーとしては、中周波数の2150型を船体に装備するほか、可変深度・曳航式の2087型も搭載する。2087型はタレス社のUMS-4249を制式化したもので、当初は対潜型のみに搭載されるといわれていたが、現在整備予定の8隻は全艦が搭載予定となっている。またこれらのソナーおよび2170型魚雷防御システムの情報処理は、DNA(2)戦術情報処理装置で包括して行われる。
電子戦システムはMEWP（Maritime Electronics Warfare Programme）によって開発されており、レーダー電波探知装置（Radar Electronic Support Measures）と電子戦管制システムによって構成される。デコイ発射機としてはSEA（Systems Engineering and Assessment）社が手掛けるTDL（Trainable Decoy Launcher）が採用されることになっているが、これもMEWPの一環となるEWCM（Electronics Warfare Countermeasures）インクリメント1a計画によるものである。

### 武器システム
艦砲としては、イギリス海軍として初めて62口径5インチ単装砲（Mk.45 mod.4）を採用しており、前甲板に搭載する。またその他の砲熕兵器として、近接防空には20mm口径のファランクス CIWSを、近距離での対水上用として30mm口径のブッシュマスターII（DS30M） 機関砲を搭載する。
個艦防空ミサイルとしてはシーセプターを採用し、艦砲の直後と煙突後方の2ヶ所に24セルずつ、合計48セルのVLSを搭載する。また巡航ミサイルのため、艦橋構造物の直前（シーセプター用VLSの直後）に24セルのMk.41 VLSが設置される。ここに収容されるミサイルとしては、対地用にはトマホークあるいはその後継となるNGLAW（Next Generation Land Attack Weapon）、対艦用としてはNGLAWの対艦型が予定されている。
格納庫には、マーリンであれば1機、リンクス・ワイルドキャットであれば2機を収容できる。また沿岸部での水陸両用作戦や人道支援任務などを考慮して、ヘリコプター甲板は大型のチヌーク輸送ヘリコプターの運用にも対応できる。上記のFMSは格納庫とも繋がっているため、必要であれば、ヘリコプターなどの搭載機をこちらに押し込むこともできる。

## 比較
| ·        | Template‐ノート:同規模フリゲートに、このページに関する疑問があります。（2025年5月） 疑問の要約：テンプレート名と選択基準の妥当性 |                            |                             |                        |                                 |
|          | | B・ヴュルテンベルク級      | 26型                        | コンステレーション級   | ニーダーザクセン級              |
| 船体     | 満載排水量 | 7,316 t                    | 8,000 t                     | 7,291 t                | 10,550 t                        |
| 船体     | 全長 | 149.5 m                    | 149.9 m                     | 151.18 m               | 166 m                           |
| 船体     | 全幅 | 18.8 m                     | 20.75 m                     | 19.81 m                | 21.7 m                          |
| 主機     | 方式 | CODLAG                     | CODLOG                      | CODLAG                 | CODLAD                          |
| 主機     | 出力 | 27,000 hp                  | 46,500 hp                   | 40,600 hp              | 43,000 hp                       |
| 主機     | 速力 | 26 kt                      | 26 kt                       | 26 kt                  | 26 kt                           |
| 兵装     | 砲熕 | 64口径127mm単装砲×1基      | 62口径5インチ単装砲×1基     | 70口径57mm単装砲×1基   | 64口径127mm単装砲×1基           |
| 兵装     | 砲熕 | 27mm機関砲×2基             | ファランクス CIWS×2基       | 70口径57mm単装砲×1基   | 27mm機関砲×2基                  |
| 兵装     | 砲熕 | 12.7mmRWS×5基              | DS30M 30mm機銃×2基          | M240またはM2機銃×複数  | 12.7mm機銃×2基                  |
| 兵装     | 砲熕 | 12.7mm機銃×2基             | ―                           | M240またはM2機銃×複数  | ―                               |
| 兵装     | ミサイル | RAM 21連装発射機×2基       | VLS×24セル （シーセプター） | Mk.41 VLS×32セル       | Mk.41 VLS×16セル （SM-2、ESSM） |
| 兵装     | ミサイル | RAM 21連装発射機×2基       | Mk.41 VLS×24セル            | RAM 21連装発射機×1基   | RAM 21連装発射機×2基            |
| 兵装     | ミサイル | ハープーン 4連装発射筒×2基 | ―                           | NSM 4連装発射筒×4基    | NSM 4連装発射筒×2基             |
| 兵装     | 水雷 | ―                          | 3連装短魚雷発射管×2基       | ―                      | ―                               |
| 艦載機   | 艦載機 | NFH90×2機                  | AW159 / AW101×1機           | MH-60R×1機 + MQ-8C×1機 | NFH90×2機                       |
| 同型艦数 | 同型艦数 | 4隻                        | 8隻予定                     | 20隻予定 （1隻艤装中） | 6隻予定 （1隻艤装中）           |

## 配備

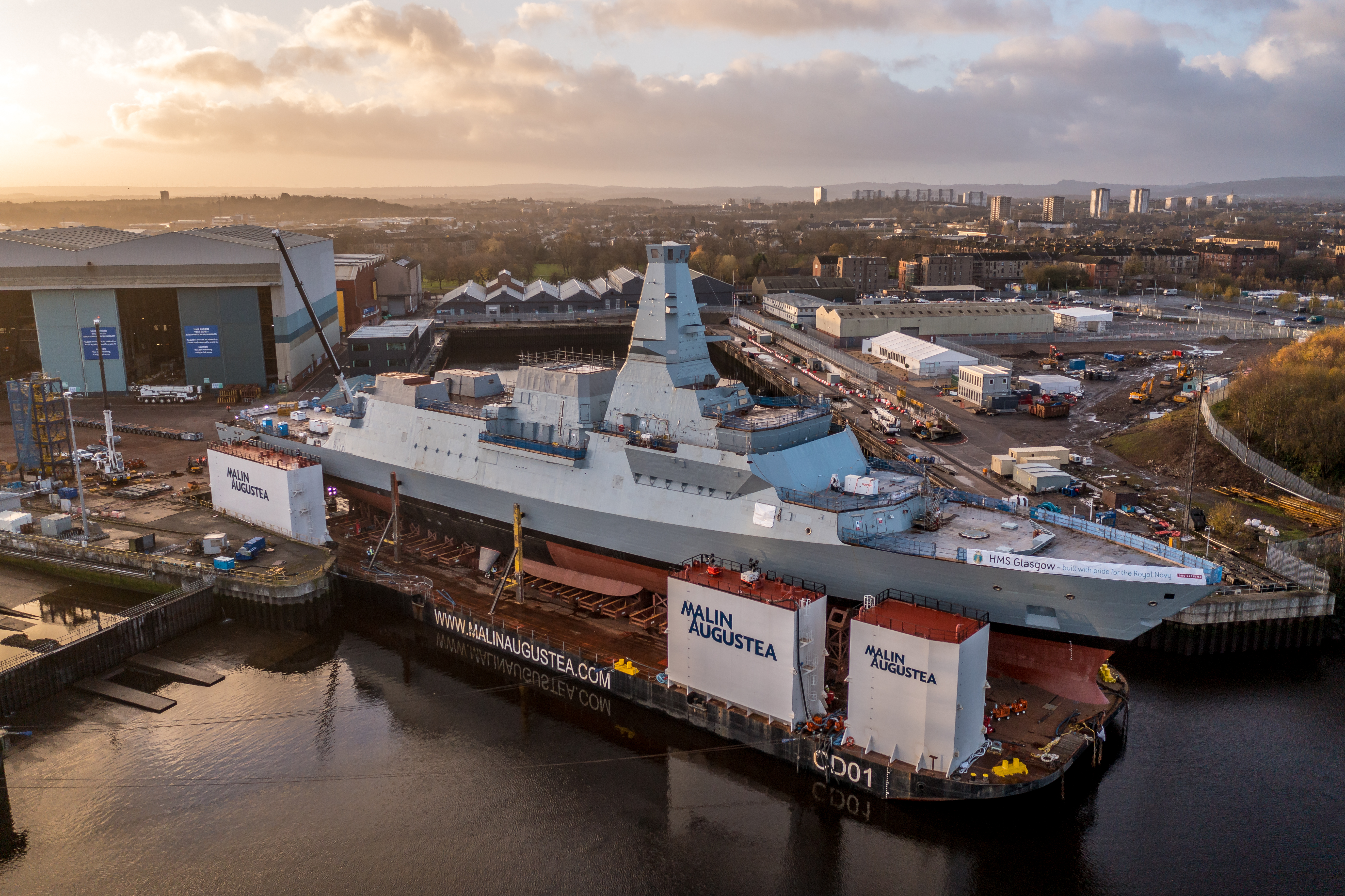
艤装工事中のHMS グラスゴー（2022年）

2017年7月、BAEシステムズは国防省から8隻の26型フリゲートのうち最初の3隻を37億ポンドで建造する契約をした。起工に先立って、イギリス国防大臣マイケル・ファロンは「国防予算の増加に支えられた26型プログラムはスコットランドとイギリスに多大な経済的貢献をもたらす。この投資によりクライドのBAEシステムズは今後20年の間に何百もの熟練工を必要とされ、イギリス全土でもサプライチェーンによって何千もの仕事が確保される」と発言した。
26型フリゲート向け製造契約はBAEシステムズを含む合計33社であり、これには建造中の3隻に搭載される主要機器の製造契約をすでに締結している15社が含まれる。2016年12月、26型向け製造契約はさらに6社が追加された。舵とスタビライザーのロールス・ロイス、冷水プラントのジョンソン・コントロールズ、気密防水ドア・ハッチ、スカットル（小窓）、XYクレーンのマリン・システムズ・テクノロジー 、浸透性逆淡水プラントのソルト・セパレーション・サービス、膜式下水処理プラントと油分分離装置のデテガサ（スペイン）、アンカーおよび係留装置、ボートダビット、レーダー断面積スクリーン、クロージャー（艦首隔壁）のペレグリーニ・マリン・イクイップメント（イタリア）の6社で、これまで26型のサプライチェーンへの総投資額は3億8,000万ポンド以上となった。
2022年11月、バリ島G20においてイギリス政府は、「イギリスと同盟国はロシアの脅威の増大に直面し、安全保障を強化するため対応策を講じている」と語り、26型フリゲートの残り5隻を発注したことを発表した。BAEシステムズは42億ポンドで契約を受注し、5隻ともBAEシステムズのクライド（スコッツタウン造船所）で建造される。建造中を含めて26型フリゲート艦は合計8隻、ロサイスで建造中の31型を含めるとスコットランドで建造されることになるフリゲートは合計13隻である。

### 同型艦一覧
| バッチ | #   | 艦名                         | 起工            | 進水           | 就役 |
| ------ | --- | ---------------------------- | --------------- | -------------- | ---- |
| 1      | F88 | グラスゴー HMS Glasgow       | 2017年 7月20日  | 2022年 12月3日 |      |
| 1      | F89 | カーディフ HMS Cardiff       | 2019年 8月14日  | 2024年 9月5日  |      |
| 1      | F90 | ベルファスト HMS Belfast     | 2021年 6月29日  |                |      |
| 2      | F91 | バーミンガム HMS Birmingham  | 2023年 4月4日   |                |      |
| 2      | F92 | シェフィールド HMS Sheffield | 2024年 11月28日 |                |      |
| 2      | F93 | ニューカッスル HMS Newcastle |                 |                |      |
| 2      | F94 | エディンバラ HMS Edinburgh   |                 |                |      |
| 2      | F95 | ロンドン HMS London          |                 |                |      |

### 輸出型
2018年6月29日、オーストラリア政府はBAEシステムズ・オーストラリアを優先入札者として26型フリゲートを基にしたオーストラリア海軍向け対潜（ASW）フリゲート9隻の建造を発表した。オーストラリア海軍の要求を満たすよう小変更を加えられ、ハンター級と命名された。
また、2018年10月にはカナダ海軍もイロクォイ級およびハリファックス級の最大15隻を更新するカナダ水上戦闘艦計画の選択肢として26型フリゲートを挙げ、すでにロッキード・マーティン・カナダによって開発されているCMSと共同でコンペに参加することとなった。オランダのデ・ゼーヴェン・プロヴィンシェン級とスペインのF-100型と競合しているが、26型フリゲートの建造にカナダの産業が関わっていることからBAEシステムズは優勢と語っている。